# Trittico Lombardo
Der Trittico Lombardo (ital. die lombardische Trilogie) ist eine Serie von drei lombardischen Eintagesrennen im Straßenradsport.
Der Trittico Lombardo besteht aus den Tre Valli Varesine, der Coppa Agostoni und der Coppa Bernocchi. Diese Rennen werden seit 1997 innerhalb dreier aufeinanderfolgender Tage jährlich zunächst im August, inzwischen im Oktober ausgetragen. Im Jahre 2020 wurde der Trittico Lombardo infolge der COVID-19-Pandemie zu einem einzigen Eintagesrennen mit dem Namen Grande Trittico Lombardo zusammengefasst und dem Kalender der UCI ProSeries eingegliedert.

## Palmarès
| Jahr | Tre Valli Varesine    | Coppa Agostoni         | Coppa Bernocchi                     |
| ---- | --------------------- | ---------------------- | ----------------------------------- |
| 1919 | Pietro Bestetti       | -                      | Ruggero Ferrario                    |
| 1920 | Raimondo Rosa         | -                      | Giovanni Tragella                   |
| 1921 | Adriano Zamaga        | -                      | Angelo Testa                        |
| 1922 | Domenico Piemontesi   | -                      | Libero Ferrario                     |
| 1923 | Felice Brusatori      | -                      | Libero Ferrario                     |
| 1924 | Libero Ferrario       | -                      | Alfredo Dinale                      |
| 1925 | Giovanni Tizzoni      | -                      | Luigi Mainetti                      |
| 1926 | Mario Bonvicini       | -                      | Giuseppe Pancera                    |
| 1927 | Renato Zanone         | -                      | Giuseppe Pancera                    |
| 1928 | Battista Visconti     | -                      | Carlo Galluzzi                      |
| 1929 | Ambrogio Morelli      | -                      | Allegro Grandi                      |
| 1930 | Alfredo Binda         | -                      | Eugenio Gestri                      |
| 1931 | Luigi Giacobe         | -                      | -                                   |
| 1932 | Domenico Piemontesi   | -                      | Marco Giuntelli                     |
| 1933 | Alfredo Bovet         | -                      | Bruno Negri                         |
| 1934 | Severino Canavesi     | -                      | Pietro Rimoldi                      |
| 1935 | Piero Chiappini       | -                      | Gino Bartali                        |
| 1936 | Cesare Del Cancia     | -                      | Enrico Mollo                        |
| 1937 | Olimpio Bizzi         | -                      | Francesco Albani                    |
| 1938 | Gino Bartali          | -                      | Cino Cinelli                        |
| 1939 | Olimpio Bizzi         | -                      | Adolfo Leoni                        |
| 1940 | Cino Cinelli          | -                      | Aldo Bini                           |
| 1941 | Fausto Coppi          | -                      | Severino Canavesi                   |
| 1942 | Luciano Succi         | -                      | Glauco Servadei                     |
| 1943 | -                     | -                      | -                                   |
| 1944 | -                     | -                      | Oreste Conte                        |
| 1945 | Adolfo Leoni          | -                      | Sergio Maggini                      |
| 1946 | Enrico Mollo          | Luigi Casola           | Osvaldo Bailo                       |
| 1947 | Fiorenzo Magni        | Franco Fanti           | Mario Ricci                         |
| 1948 | Fausto Coppi          | Luigi Malabrocca       | Virgilio Salimbeni                  |
| 1949 | Nedo Logli            | Antonio Ausenda        | Mario Ricci                         |
| 1950 | Antonio Bevilacqua    | Giorgio Albani         | Fiorenzo Crippa                     |
| 1951 | Guido De Santi        | Renzo Accordi          | Luigi Casola                        |
| 1952 | Giuseppe Minardi      | Ezio Bicocca           | Primo Volpi                         |
| 1953 | Nino Defilippis       | Andrea Barro           | Giorgio Albani / Antonio Bevilacqua |
| 1954 | Giorgio Albani        | Aldo Moser             | Fausto Coppi                        |
| 1955 | Fausto Coppi          | Lino Pizzoferrato      | Renato Ponzini                      |
| 1956 | Gastone Nencini       | Silvano Tessari        | Vasco Modena                        |
| 1957 | Germain Derycke       | Carlo Zorzoli          | Rik Van Looy                        |
| 1958 | Carlo Nicolo          | Giacobbe Boggian       | Rik Van Looy                        |
| 1959 | Dino Bruni            | Michele Gismondi       | Noé Conti                           |
| 1960 | Nino Defilippis       | Pietro Chiodini        | Giuseppe Fallarini                  |
| 1961 | Willy Vannitsen       | Giovanni Bettinelli    | Arturo Sabbadin                     |
| 1962 | Giuseppe Ferrardi     | -                      | Pierino Baffi                       |
| 1963 | Italo Zilioli         | Jaime Alomar           | Aldo Moser                          |
| 1964 | Marino Vigna          | Italo Zilioli          | Gianni Motta                        |
| 1965 | Gianni Motta          | Tommaso De Prà         | Adriano Durante                     |
| 1966 | Gianni Motta          | Felice Gimondi         | Rafaele Marcoli                     |
| 1967 | Gianni Motta          | Franco Bitossi         | Vittorio Adorni                     |
| 1968 | Eddy Merckx           | Claudio Michelotto     | Franco Bitossi                      |
| 1969 | Marino Basso          | Franco Bitossi         | Giacinto Santambroggio              |
| 1970 | Gianni Motta          | Eddy Merckx            | Pietro Guerra                       |
| 1971 | Giancarlo Polidori    | Franco Bitossi         | Virginio Levati                     |
| 1972 | Giacinto Santambrogio | Mauro Simonetti        | Marino Basso                        |
| 1973 | Enrico Paolini        | Arnaldo Caverzasi      | Felice Gimondi                      |
| 1974 | Constantino Conti     | Felice Gimondi         | Francesco Moser                     |
| 1975 | Fabrizio Fabbri       | Roger De Vlaeminck     | Enrico Paolini                      |
| 1976 | Francesco Moser       | Roger De Vlaeminck     | Franco Bitossi                      |
| 1977 | Giuseppe Saronni      | Francesco Moser        | Carnelo Barone                      |
| 1978 | Francesco Moser       | Giuseppe Saronni       | Giovanni Battaglin                  |
| 1979 | Giuseppe Saronni      | Giovanni Battaglin     | Valerio Lualdi                      |
| 1980 | Giuseppe Saronni      | Cees Priem             | Giuseppe Saronni                    |
| 1981 | Gregor Braun          | Francesco Moser        | Giuseppe Saronni                    |
| 1982 | Pierino Gavazzi       | Giuseppe Saronni       | Silvano Contini                     |
| 1983 | Alessandro Paganessi  | Alfons De Wolf         | Palmiro Masciarelli                 |
| 1984 | Pierino Gavazzi       | Franco Chioccioli      | Vittorio Algeri                     |
| 1985 | Giovanni Mantovani    | Acácio da Silva        | Johan van der Velde                 |
| 1986 | Guido Bontempi        | Marino Amadori         | Roberto Gaggioli                    |
| 1987 | Franco Ballerini      | Bruno Leali            | Guido Bontempi                      |
| 1988 | Giuseppe Saronni      | Gianni Bugno           | Guido Bontempi                      |
| 1989 | Gianni Bugno          | Dimitri Konyschew      | Rolf Sørensen                       |
| 1990 | Pascal Richard        | Maurizio Fondriest     | Davide Cassani                      |
| 1991 | Guido Bontempi        | Davide Cassani         | Giorgio Furlan                      |
| 1992 | Massimo Ghirotto      | Stefano Colage         | Charly Mottet                       |
| 1993 | Massimo Ghirotto      | Davide Cassani         | Rolf Sørensen                       |
| 1994 | Claudio Chiappucci    | Oscar Pellicioli       | Bruno Cenghialta                    |
| 1995 | Roberto Caruso        | Gianni Bugno           | Stefano Zanini                      |
| 1996 | Fabrizio Guidi        | Filippo Casagrande     | Fabio Baldato                       |
| 1997 | Roberto Caruso        | Massimo Apolloni       | Gianluca Bortolami                  |
| 1998 | Davide Rebellin       | Andrea Tafi            | Fabio Sacchi                        |
| 1999 | Sergio Barbero        | Massimo Donati         | Giancarlo Raimondi                  |
| 2000 | Massimo Donati        | Jan Ullrich            | Romāns Vainšteins                   |
| 2001 | Mirko Celestino       | Francesco Casagrande   | Paolo Valoti                        |
| 2002 | Eddy Ratti            | Laurent Jalabert       | Daniele Nardello                    |
| 2003 | Danilo di Luca        | Francesco Casagrande   | Sergio Barbero                      |
| 2004 | Fabian Wegmann        | Leonardo Bertagnolli   | Angelo Furlan                       |
| 2005 | Stefano Garzelli      | Paolo Valoti           | Danilo Napolitano                   |
| 2006 | Stefano Garzelli      | Alessandro Bertolini   | Danilo Napolitano                   |
| 2007 | Christian Murro       | Alessandro Bertolini   | Danilo Napolitano                   |
| 2008 | Francesco Ginanni     | Linus Gerdemann        | Steve Cummings                      |
| 2009 | Mauro Santambrogio    | Giovanni Visconti      | Luca Paolini                        |
| 2010 | Daniel Martin         | Francesco Gavazzi      | Manuel Belletti                     |
| 2011 | Davide Rebellin       | Sacha Modolo           | Jauheni Hutarowitsch                |
| 2012 | David Veilleux        | Emanuele Sella         | Sacha Modolo                        |
| 2013 | Kristijan Đurasek     | Filippo Pozzato        | Sacha Modolo                        |
| 2014 | Michael Albasini      | Niccolò Bonifazio      | Elia Viviani                        |
| 2015 | Vincenzo Nibali       | Davide Rebellin        | Vincenzo Nibali                     |
| 2016 | Sonny Colbrelli       | Sonny Colbrelli        | Giacomo Nizzolo                     |
| 2017 | Alexandre Geniez      | Michael Albasini       | Sonny Colbrelli                     |
| 2018 | Toms Skujiņš          | Gianni Moscon          | Sonny Colbrelli                     |
| 2019 | Primož Roglič         | Aljaksandr Rabuschenka | Phil Bauhaus                        |
| 2020 | Gorka Izagirre        | Gorka Izagirre         | Gorka Izagirre                      |
| 2021 | Alessandro De Marchi  | Alexey Lutsenko        | Remco Evenepoel                     |
| 2022 | Tadej Pogacar         | Sjoerd Bax             | Davide Ballerini                    |
| 2023 | Ilan Van Wilder       | Davide Formolo         | Wout van Aert                       |
| 2024 | abgebrochen           |                        |                                     |